# Darius Morris
Darius Aaron Morris (Los Angeles, 3 gennaio 1991 – Los Angeles, 2 maggio 2024) è stato un cestista statunitense.

## Carriera
Chad Ford di ESPN lo descrisse alto 6 piedi e 5 pollici (1,96 m) come il più grande vero playmaker del draft. Fu scelto dalla squadra della sua città natale, i Los Angeles Lakers, al secondo giro del draft 2011 con la 41ª scelta complessiva.
Il 22 dicembre 2011, poco prima dell'inizio della stagione 2011-12, apparve insieme ai compagni di squadra Derek Fisher, Matt Barnes e Steve Blake nella puntata finale della prima stagione di The X Factor, durante un'esibizione di 50 Cent.
L'11 gennaio seguente, contro gli Utah Jazz, fece il suo debutto in NBA giocando 13 minuti, segnando 4 punti, con 2 assist e un rimbalzo. Iniziò a giocare con regolarità a seguito della frattura della cartilagine collegante la costola allo sterno di Blake. Nella sua terza partita, contro i rivali Los Angeles Clippers, segnò un tiro da metà campo allo scadere del primo quarto.
Il 7 marzo 2012 fu assegnato ai Los Angeles D-Fenders, in D-League. Al suo debutto con la maglia dei D-Fenders segnò 21 punti.
Il 16 marzo 2012 fu richiamato dai Lakers. Il 16 aprile 2012, nell'ultima partita di stagione regolare, segnò due nuovi career-high di 9 punti e 5 assist.
Giocò 19 partite con i Lakers, 7 delle quali in rotazione principale per l'infortunio di Blake.
Il 2 luglio firmò di nuovo con i Lakers e venne convocato dalla squadra per la Summer League tenutasi dal 13 al 22 luglio a Las Vegas. Durante la Summer League Morris guidò i Lakers in punti e assist.
Il 9 novembre 2012 segnò due career high di 10 punti e 5 rimbalzi, oltre a 5 assist e una palla rubata nella vittoria per 101-77 contro i Golden State Warriors, come riserva di Blake, a causa dell'infortunio di Steve Nash. Il 13 novembre seguente, con Nash e Blake infortunati, giocò la sua prima partita nel quintetto iniziale.
Da titolare ebbe un career-high di 31 minuti e 6 assist il 16 novembre contro i Phoenix Suns.

## Morte
A soli 33 anni fu trovato morto il 2 maggio 2024. La sua morte venne annunciata dalla famiglia pochi giorni dopo.

## Statistiche

### NCAA
| Anno      | Squadra             | PG | PT | MP   | TC%  | 3P%  | TL%  | RP  | AP  | PRP | SP  | PP   |
| --------- | ------------------- | -- | -- | ---- | ---- | ---- | ---- | --- | --- | --- | --- | ---- |
| 2009-2010 | Michigan Wolverines | 32 | 19 | 24,3 | 40,6 | 17,9 | 63,0 | 1,8 | 2,6 | 0,6 | 0,2 | 4,4  |
| 2010-2011 | Michigan Wolverines | 35 | 34 | 34,8 | 48,9 | 25,0 | 71,5 | 4,0 | 6,7 | 1,0 | 0,0 | 15,0 |
| Carriera  | Carriera            | 67 | 53 | 29,8 | 46,9 | 22,3 | 69,5 | 2,9 | 4,8 | 0,8 | 0,1 | 9,9  |

#### Massimi in carriera
- Massimo di punti: 26 vs Bryant (23 dicembre 2010)[4]
- Massimo di rimbalzi: 10 vs Iowa (30 gennaio 2011)
- Massimo di assist: 12 (2 volte)
- Massimo di palle rubate: 4 (2 volte)
- Massimo di stoppate: 2 vs Indiana-Bloomington (31 dicembre 2009)
- Massimo di minuti giocati: 43 vs Kansas (9 gennaio 2011)

### NBA

#### Regular season
| Anno      | Squadra            | PG  | PT | MP   | TC%  | 3P%  | TL%  | RP  | AP  | PRP | SP  | PP  |
| --------- | ------------------ | --- | -- | ---- | ---- | ---- | ---- | --- | --- | --- | --- | --- |
| 2011-2012 | L.A. Lakers        | 19  | 0  | 8,9  | 42,9 | 44,4 | 66,7 | 0,8 | 1,1 | 0,1 | 0,0 | 2,4 |
| 2012-2013 | L.A. Lakers        | 48  | 17 | 14,2 | 38,8 | 36,4 | 64,9 | 1,2 | 1,6 | 0,4 | 0,0 | 4,0 |
| 2013-2014 | Philadelphia 76ers | 12  | 0  | 16,1 | 43,3 | 41,7 | 71,4 | 1,1 | 2,6 | 0,7 | 0,0 | 6,9 |
| 2013-2014 | L.A. Clippers      | 10  | 0  | 5,4  | 30,8 | 0,0  | 50,0 | 0,5 | 0,5 | 0,2 | 0,0 | 0,9 |
| 2013-2014 | Memphis Grizzlies  | 5   | 0  | 13,2 | 37,5 | 28,6 | 33,3 | 1,6 | 1,6 | 0,6 | 0,0 | 3,0 |
| 2014-2015 | Brooklyn Nets      | 38  | 0  | 7,9  | 34,0 | 21,2 | 44,4 | 0,7 | 1,3 | 0,2 | 0,0 | 2,2 |
| Carriera  | Carriera           | 132 | 17 | 11,1 | 38,4 | 32,2 | 63   | 1,0 | 1,4 | 0,3 | 0,0 | 3,3 |

#### Play-off
| Anno     | Squadra       | PG | PT | MP   | TC%  | 3P%  | TL%  | RP  | AP  | PRP | SP  | PP   |
| -------- | ------------- | -- | -- | ---- | ---- | ---- | ---- | --- | --- | --- | --- | ---- |
| 2012     | L.A. Lakers   | 4  | 0  | 2,0  | 100  | 100  | 75,0 | 0,0 | 0,8 | 0,0 | 0,0 | 2,5  |
| 2013     | L.A. Lakers   | 4  | 2  | 26,3 | 45,7 | 33,3 | 77,8 | 1,3 | 3,0 | 0,5 | 0,0 | 10,5 |
| 2015     | Brooklyn Nets | 1  | 0  | 5,0  | 0,0  | -    | -    | 0,0 | 0,0 | 0,0 | 0,0 | 0,0  |
| Carriera | Carriera      | 9  | 2  | 13,1 | 48,7 | 40,0 | 76,9 | 0,6 | 1,7 | 0,2 | 0,0 | 5,8  |

#### Massimi in carriera
- Massimo di punti: 24 vs San Antonio Spurs (26 aprile 2013)[5]
- Massimo di rimbalzi: 5 vs Golden State Warriors (9 novembre 2012)
- Massimo di assist: 6 (3 volte)
- Massimo di palle rubate: 4 vs Golden State Warriors (4 novembre 2013)
- Massimo di stoppate: 1 (2 volte)
- Massimo di minuti giocati: 37 vs San Antonio Spurs (26 aprile 2013)